# Sharon Johansen
Sharon Johansen (nacida el 11 de octubre de 1948) es una modelo y actriz noruega-estadounidense. Fue Playmate del Mes para la revista Playboy en octubre de 1972, siendo fotografiada por Alexas Urba.
Johansen nació en Noruega, pero cuando tenía un año de edad se mudó con su familia a Wisconsin.
Durante un breve período de tiempo, Johansen trabajó como recepcionista para Pierre Salinger.
Posó desnuda para la sesión fotográfica de diciembre de 1979 de Playboy "Playmates Para siempre!"

## Filmografía
- Los ángeles de Charlie - episodio "He Married an Angel" (1981, serie de televisión) .... Señorita Fricke
- The Jerk (1979) .... Señora Lenore Hartounian
- Your Three Minutes Are Up (1973, no acreditada) .... Ilsa
- Barnaby Jones - episodio "To Catch a Dead Man" (1973, serie de televisión) .... Camarera
- Columbo: episodio "Dagger of the Mind" (1972, serie de televisión) .... Señorita Dudley
- Columbo: "Lovely but Lethal" (1973, no acreditada).... masajista sueca